# LINE TOWN
LINE TOWN（ラインタウン）はLINEアプリ内のスタンプに使われているオリジナルキャラクターを主人公とした、2013年4月3日から2014年3月26日までテレビ東京系列で放送されたアニメ作品。

## 概要
同キャラクターを用いた5分枠のショートアニメ『LINE OFFLINE サラリーマン』とは別監督・別制作会社であり、各キャラクターの設定も異なるが、担当声優は同じである。
ラインタウンでムーン・コニー達がくり広げる笑えて、時には泣けるドタバタコメディ。ショートアニメ版が大人向けなのに対し、こちらはファミリー向けに作られている。
作中でのキャラクターの感情や表情などは、LINEスタンプで使用されているデザインを活用している。また、LINEのスタンプキャラクターのグッズは『LINE FRIENDS』ブランドで展開されるが、本番組の放送期間中は『LINE TOWN』ブランドでの展開も行われた。
2014年4月7日から9月26日まで、おはスタ第2部 スーパーライブ内で傑作選として、1話を2分強に分割の上で5日かけて再放送していた（7:13 - 7:15ごろ）。

## 登場キャラクター

### メインキャラクター
ムーン
声 - 森川智之
本作の主人公。
どこか憎めない気分屋。やや捻くれた性格でずる賢い。好きな衛星は月。
高台に位置する独特な形状の見晴らしのいい家に住んでいる。感情に合わせて表情や声が変化する。また、相手をしょっちゅう怒らせることもあるトラブルメーカー的存在でもある。
幼い頃にプレゼントを約束したクリスマスの日に家を出て行った冒険家の父を長い間強く憎んでいたが、後に和解している（詳細後述）。
コニー
声 - 金田アキ
少々意地っ張りだが、いつも明るくておしゃれなウサギ。好きなことはダイエットだが、成功した試しは殆どない。
家は出入り口がシャッター式のウサギ型でかわいらしくいかにも女の子的。実はブラウンよりも凶暴。ブラウンと同じ誕生日だが、みんなに忘れられていた。思い込みが激しく、怒ると手に負えないらしい。また誘惑に弱く、誘惑にすぐに負け、都合が悪くなるとすぐに隠そうとするが、バレるとすぐに謝るため、根は素直。感情が表情によく出やすく、ババ抜きも表情で手持ちカードが、すぐにバレてしまうため弱い。兄が1人いる。
ブラウン
声 - なし
ピュアで無口で無表情なクマ。しかし怒ると怖い。コニーと誕生日が同じ。感情は主にふきだし（加えて感嘆符や音符など）を用いて表している。神出鬼没であり、どこに住んでいるかは不明。
密かにコニーが好き。サーモンが大好物。
ジェームズ
声 - 風間勇刀
金髪のナルシスト。好きなものは美しい自分。嫌いなものは美しくない自分。アメリカンな三角屋根の二階建ての庭付きのバルコニー付きの家に住む。
「ジュビジュリ」が口癖だが、これは先祖代々引き継がれている鼻歌で、歌い方に変化をつけると宇宙人と交信できる。また、窮地に立たされると、自らの爪をかじる癖がある。
赤色のスクーターを愛用しており、レッドという名前を付けている他、自動車も所有している。家庭菜園のトマトは、コニーに絶賛されている程美味しい。料理の腕前は、サリー曰く三ツ星級で、褒め上手。ビューティーリーダーで、ヘタレキャラ。彼の女子力の高さに撃沈した女性の数は数知れず。
極度の高所恐怖症である。
ジェシカ
声 - 國立幸
まじめで綺麗好きなコニーの友人の猫。好きなことは掃除。三角屋根の家に住む。ミュージカルにハマった際には日常生活でも突然歌って踊り出してしまうこともあった。回によっては登場しないこともある。
サリー
声 - 榎本温子
カラオケが大好きなひよこ。十八番は懐メロ。しっかり者で、皆のお母さん的存在。次回予告のナレーターも担当している。ショートアニメとは違い、クチバシが動く。「浮ついた言葉を言われてもちっとも嬉しくない」という理由でお世辞は嫌い。家は、サリーの体格に合わせた小さめの家で、LINEファミリーたちがサリーの家に訪問した場合身をかがめて入る。部長拳法の使い手の「部長」が唯一負けた相手で、彼からは「師匠」と呼ばれている。
レナード
声 - 潘めぐみ
第37話Bパート「あこがれ」より登場。ムーンを「お兄ちゃん」と呼び尊敬するカエル。恥ずかしがり屋で、皆の輪に入るのが苦手。また初登場時は口数が少なかった。大好物はミートボール。思い込みが激しく、ラインタウンにニセモノ星人が現れたとの噂を耳にした際にはムーンに対しても不信感を抱いてしまった。
おじさん
声 - 飛田展男
ハゲ頭で口髭をたくわえ、眼鏡を着用する謎の住人。店員や通行人など色々な役で登場する。最終話Bパート「ラインタウン」では、ラインタウンの塔最高責任者にして、部長拳法の使い手の「部長」が登場。

### サブキャラクター
エドワード
公園のツリーに住んでいる青虫。サリーの傍にいる事が多い。
コブ太郎
声 - 飛田展男
眼帯をつけて、モヒカン状に毛が生えているコブラ。
第9話Aパート「ねぐせ」より登場。元々、ラインタウン動物園で飼育されていたが脱走し、現在はハンバーガー店で働いている。それ以外、色々な設定で登場する。
怪獣
紫色の体色で、背中に羽が生え、帽子を被っている怪獣。色々な設定で登場する。
女の子
おかっぱ頭の少女。店員や通行人など様々な設定で登場する。
エイリアン
声 - 愛河里花子（赤エイリアン）、飛田展男（緑エイリアン）、田中あいみ（子エイリアン）
第17話Aパート「うちゅう 前編」より登場。キノコ型宇宙船（35年ローンで購入）に乗るキノコ姿の宇宙人で、宇宙船が壊れてからは家族揃ってラインタウンに滞在している。その気になれば、銀河系を自分達のものに出来るようだが、真偽は不明。
モアイさん
声 - 不明
頭に双葉が生えているモアイ。ブラウンと仲が良い。ラインタウンの空を飛んでおり、しばしば意味深な言葉を呟く。本人曰く、塾に通っているらしい。
ドロシー
声 - 神代知衣
第31話Aパート「ドロシー」より登場。ウワサ好きなニワトリのおばさん。典型的な肝っ玉系おばさんで、何かと他人の世話を焼くのが好き。前述の通り大のウワサ好きでもあり、目の当たりにしたことはすぐにノートに書き込んで町中に流すので、コニーからは恐れられている。マナーの悪い若者には嘆いている。
キノコさん
声 - 小形満
第33話Aパート「キノコさん」より登場。キノコ料理店の店主を務めるカモノハシ。メニューは存在せず、料理は全てランダムで出している。キノコに対する愛情が深く、料理を食べさせる前に料理に使われているキノコの説明を長々とする。
普段はスケートボードに乗っている。

### その他キャラクター
ムーンの母
声 - 高島雅羅
第30話Bパート「おつかい」の回想シーンに登場。ムーンに4丁目のおばさん（声 - 國立幸）のところへお使いに行くよう頼んだ。第49話Bパート「むすこ」にも登場。LINEスタンプでは顔が公開されているのに対し、作中では伏せられている。
ムーンの父
声 - 銀河万丈
第39話「おとうさん」に登場。冒険家で、ムーンが幼い頃に「クリスマスにはムーンに海賊船をプレゼントする」と約束するが、そのクリスマスの3日前に突然家を出て行ったため、長い間息子に憎まれていた。しかし、コニーが開いたクリスマスパーティに参加したことでムーンと和解することが出来た。ムーンの母と同じく、LINEスタンプでは顔が公開されているのに対し、作中では伏せられている。第49話Bパート「むすこ」にも回想と写真で登場。
ラインファイブ
パラレルワールドである第40話で結成された、地球の平和を守るために活動するヒーローチーム。もともと5人だったが、スミスさんと名乗る1人が家庭の事情で脱退し、現在入団しているのはムーン（ブルー）、ジェームズ（パープル）、コニー（ピンク、後にイエロー、第46話では再びピンク）、ブラウン（レッド）と司令官のサリー、そして第46話で加わった補欠メンバーのレナード（グリーン）である。
サリーが経営しているカフェレストランの奥に指令室があり、そこにあるモニターから外部の情報を得られる。
通信・変身に使用するブレスレットが『光戦隊マスクマン』のマスキングブレスに酷似しているが、あちらはカバーに「5」と書かれているのに対し、ラインファイブのそれには「L」と書かれている。
必殺技は、5人の気力をエネルギーに変えて相手に放出する「ラインビーム」で、当初はメンバーが足りなかったために発動出来なかったが、敵の巨大ロボット（声 - 飛田展男）に自分の顔写真を「おもしろ写真」と称され大笑いされたコニーが怒り心頭に発し、2 - 3人分のパワーを発揮できるようになったので最後には発動可能となり、見事敵を倒すことが出来た。
ジェシカが所属している別チームに比べ、マイナーな上に貧乏である。それ故に、市民からの評判はあまり良くなく、「ファイブなのに四人」と指摘されたり、マシンが故障したために徒歩や電車移動を余儀なくされているところを貶されたり、せっかくの活躍もローカルニュース扱いにされたりと、報われないことが多い。

## スタッフ
- 監督 - しぎのあきら
- 原作 - LINE
- 企画 - 舛田淳、安齋進
- 原作協力 - 金大錫、兼保圭介
- 原作デザイン - Groove Mogi
- キャラクターデザイン・総作画監督 - あんきな
- 美術監督 - 森尾麻紀
- 色彩設計 - 大槻ひろ子
- 撮影監督 - 河合有紀子
- 編集 - 小島俊彦、中葉由美子
- 音響監督 - 渡辺淳
- 音響プロデューサー - 西名武
- 音楽 - 末廣健一郎
- 音楽プロデューサー - 田中統英
- 音楽協力 - テレビ東京ミュージック、小学館ミュージック&デジタル エンタテイメント
- アニメーションプロデューサー - 茂木仁史、長南佳志
- プロデューサー - 白石誠（テレビ東京）、神宮字真
- アニメーション制作 - アセンション
- 製作 - テレビ東京、小学館集英社プロダクション

## 主題歌

### オープニングテーマ
「あいうえおんがく♬」
作詞・作曲・歌 - GReeeeN / 編曲 - JIN / 振付 - JONTE'MOANING

### エンディングテーマ
「millefeuille nights」（第1話 - 第39話）
作詞 - meg rock / 作曲 - YOFFY / 編曲 - 大石憲一郎 / 歌 - 中川翔子
「マシュマロ」（第40話 - 第50話）
作詞 - ふるっぺ、森さん、Litz / 作曲 - ふるっぺ / 歌 - ケラケラ
歌詞は2番が使われている。

## 各話リスト
基本的には1話完結であるが、過去の話の続編となっている回や、Aパート・Bパートで連続したストーリーとなっている回もある。
サブタイトルの表記が『LINE OFFLINE サラリーマン』の時と異なり、ひらがな、またはカタカナの各表記に統一される。
※2014年2月12日は、ソチオリンピック中継のため休止。
※☆は、おはスタ内で放送されたエピソード。
| 話数   | サブタイトル    | 脚本              | 絵コンテ       | 演出              | 作画監督              | 放送日        |
| ------ | --------------- | ----------------- | -------------- | ----------------- | --------------------- | ------------- |
| 第1話  | たんじょうび    | 伊福部崇          | しぎのあきら   | しぎのあきら      | 小和田良博            | 2013年 4月3日 |
| 第1話  | あな            | 黒住光            | しぎのあきら   | しぎのあきら      | 小和田良博            | 2013年 4月3日 |
| 第2話  | サーモンちゃん  | 玉多真子          | 高本宣弘       | 高本宣弘          | 武内啓                | 4月10日       |
| 第2話  | パーティー☆     | 玉多真子          | 高本宣弘       | 高本宣弘          | をがわいちろを        | 4月10日       |
| 第3話  | ピンチ☆         | 黒住光            | うえだしげる   | うえだしげる      | 加野晃                | 4月17日       |
| 第3話  | えがお☆         | 小出圭祐          | しぎのあきら   | うえだしげる      | 加野晃                | 4月17日       |
| 第4話  | さいかい☆       | 玉多真子          | 田所修         | 水本葉月          | 小田多恵子            | 4月24日       |
| 第4話  | かげ☆           | 吉田正幸          | 田所修         | 水本葉月          | 細川修平              | 4月24日       |
| 第5話  | うらない        | 玉多真子          | 牛草健         | 牛草健            | 古佐小吉重            | 5月1日        |
| 第5話  | げいじゅつ☆     | 伊福部崇          | しぎのあきら   | 牛草健            | 藤原彰人              | 5月1日        |
| 第6話  | ふくびき☆       | 伊福部崇          | 高本宣弘       | 長岡義孝          | 村上勉                | 5月8日        |
| 第6話  | クイズ☆         | 玉多真子          | こでらかつゆき | 長岡義孝          | 村田俊治              | 5月8日        |
| 第7話  | たからもの☆     | 伊福部崇          | 前田康成       | うえだしげる      | 小和田良博            | 5月15日       |
| 第7話  | きょうだい      | 三浦浩児          | しぎのあきら   | うえだしげる      | 小和田良博            | 5月15日       |
| 第8話  | はやねはやおき  | 田辺茂範          | こでらかつゆき | 清水一伸          | 佐藤敏明              | 5月22日       |
| 第8話  | ダイエット      | 玉多真子          | こでらかつゆき | 清水一伸          | 武内啓                | 5月22日       |
| 第9話  | ねぐせ☆         | 吉田正幸          | 中川聡         | 中川聡            | 加野晃                | 5月29日       |
| 第9話  | リーダー☆       | 伊福部崇          | しぎのあきら   | 中川聡            | 加野晃                | 5月29日       |
| 第10話 | モデル          | 黒住光            | こでらかつゆき | 大野和寿          | 和田良博              | 6月5日        |
| 第10話 | ヒーロー        | 玉多真子          | こでらかつゆき | 大野和寿          | 細川修平              | 6月5日        |
| 第11話 | どろだんご      | 黒住光            | 牛草健         | 牛草健            | 藤原彰人              | 6月12日       |
| 第11話 | けびょう☆       | 三浦浩児          | しぎのあきら   | 牛草健            | 古佐小吉重            | 6月12日       |
| 第12話 | スクープ        | 玉多真子          | こでらかつゆき | 水本葉月          | 細川修平              | 6月19日       |
| 第12話 | たいふう        | 三浦浩児          | こでらかつゆき | 水本葉月          | 村上勉                | 6月19日       |
| 第13話 | キャンプ☆       | 吉田正幸          | うえだしげる   | うえだしげる      | 小和田良博            | 6月26日       |
| 第13話 | オーディション☆ | 田辺茂範          | しぎのあきら   | うえだしげる      | 小和田良博            | 6月26日       |
| 第14話 | ゆうわく        | 小出圭祐 田辺茂範 | 香川豊         | 清水一伸          | 武内啓                | 7月3日        |
| 第14話 | ベビーシッター☆ | 三浦浩児          | 石山タカ明     | 清水一伸          | 佐藤敏明              | 7月3日        |
| 第15話 | 7にんめ         | 黒住光            | 中川聡         | 中川聡            | 加野晃                | 7月10日       |
| 第15話 | デビルゾンビ☆   | 清水東            | 中川聡         | 中川聡            | 加野晃                | 7月10日       |
| 第16話 | ともだち        | 清水東            | 石山タカ明     | いとがしんたろー  | 細川修平              | 7月17日       |
| 第16話 | サルサ          | 小出圭祐 田辺茂範 | 石山タカ明     | いとがしんたろー  | 小田多恵子            | 7月17日       |
| 第17話 | うちゅう 前編   | 玉多真子          | しぎのあきら   | 牛草健            | 藤原彰人              | 7月24日       |
| 第17話 | うちゅう 後編   | 玉多真子          | しぎのあきら   | 牛草健            | 古佐小吉重            | 7月24日       |
| 第18話 | おじさん        | 玉多真子          | 香川豊         | 上野史博          | 西野理恵              | 7月31日       |
| 第18話 | うみ☆           | 三浦浩児          | 石山タカ明     | 上野史博          | 村上勉                | 7月31日       |
| 第19話 | スモール        | 黒住光            | 中村憲由       | うえだしげる      | 小和田良博            | 8月7日        |
| 第19話 | ビッグ          | 黒住光            | うえだしげる   | うえだしげる      | 小和田良博            | 8月7日        |
| 第20話 | こおり          | 玉多真子          | 石山タカ明     | 山内東生雄        | 武内啓                | 8月14日       |
| 第20話 | ロボさん        | 清水東            | 亀井隆         | 山内東生雄        | 佐藤敏明              | 8月14日       |
| 第21話 | にんじゃ        | 清水東            | 中川聡         | 中川聡            | 加野晃                | 8月21日       |
| 第21話 | せんぬき        | 三浦浩児          | 中川聡         | 中川聡            | 加野晃                | 8月21日       |
| 第22話 | くるま☆         | 三浦浩児          | 石山タカ明     | いとがしんたろー  | 細川修平              | 8月28日       |
| 第22話 | ジェシカ        | 玉多真子          | 香川豊         | いとがしんたろー  | 小田多恵子            | 8月28日       |
| 第23話 | おしごと        | 大竹康師          | 牛草健         | 牛草健            | 藤原彰人              | 9月4日        |
| 第23話 | こだわり        | 黒住光            | しぎのあきら   | 牛草健            | 古佐小吉重            | 9月4日        |
| 第24話 | どこ?           | 中弘子            | 芝久保         | 関田修            | 今野淑子              | 9月11日       |
| 第24話 | れっしゃ        | 三浦浩児          | 亀井隆         | 関田修            | 村上勉                | 9月11日       |
| 第25話 | コーン☆         | 清水東            | 中村憲由       | うえだしげる      | 小和田良博            | 9月18日       |
| 第25話 | まほう          | 玉多真子          | うえだしげる   | うえだしげる      | 釘宮洋                | 9月18日       |
| 第26話 | いっしょ        | 玉多真子          | 香川豊         | 浅見松雄          |                       | 9月25日       |
| 第26話 | トランプ☆       | 黒住光            | 石山タカ明     | 浅見松雄          |                       | 9月25日       |
| 第27話 | スパイ          | 清水東            | 中村憲由       | 山田雅之          |                       | 10月2日       |
| 第27話 | かいぞく        | 清水東            | しぎのあきら   | 山田雅之          |                       | 10月2日       |
| 第28話 | さいばん        | 黒住光            | 江上潔         | 関田修            |                       | 10月9日       |
| 第28話 | こわれる        | 中弘子            | 石山タカ明     | 関田修            |                       | 10月9日       |
| 第29話 | いちごいちえ    | 三浦浩児          | 中川聡         | 中川聡            | 加野晃                | 10月16日      |
| 第29話 | しあわせ☆       | 大竹康師          | 中川聡         | 中川聡            | 加野晃                | 10月16日      |
| 第30話 | コピー          | 玉多真子          | 牛草健         | 牛草健            | 向山祐治              | 10月23日      |
| 第30話 | おつかい        | 黒住光            | 高柳哲司       | 牛草健            | 藤原彰人              | 10月23日      |
| 第31話 | ドロシー        | 中弘子            | 中村憲由       | 中村憲由          |                       | 10月30日      |
| 第31話 | おてんき        | 中弘子            | 中村憲由       | 中村憲由          |                       | 10月30日      |
| 第32話 | ぎんが          | 玉多真子          | しぎのあきら   | 新井宣圭 山田雅之 | 小和田良博 古佐小吉重 | 11月6日       |
| 第33話 | キノコさん      | 黒住光            | 上原秀明       | 浅見松雄          |                       | 11月13日      |
| 第33話 | やまのぼり☆     | 中弘子            | 亀井隆         | 浅見松雄          |                       | 11月13日      |
| 第34話 | ミュージカル    | 玉多真子          | 新井宣圭       | 新井宣圭          | 小和田良博            | 11月20日      |
| 第34話 | たそがれ☆       | 三浦浩児          | 山田雅之       | 山田雅之          | 藤原彰人              | 11月20日      |
| 第35話 | ほめじょうず    | 清水東            | 西森章         | 関田修            |                       | 11月27日      |
| 第35話 | りんご          | 清水東            | 上原秀明       | 関田修            |                       | 11月27日      |
| 第36話 | チアガール      | 玉多真子          | 中川聡         | 中川聡            | 加野晃                | 12月4日       |
| 第36話 | アルバイト      | 玉多真子          | 中川聡         | 中川聡            | 加野晃                | 12月4日       |
| 第37話 | ぶんぼうぐ☆     | 中弘子            | 高柳哲司       | 牛草健            | 小和田良博            | 12月11日      |
| 第37話 | あこがれ        | 中弘子            | 牛草健         | 牛草健            | 古佐小吉重            | 12月11日      |
| 第38話 | かんけり        | 三浦浩児          | 中村憲由       | 中村憲由          | 吉野真一              | 12月18日      |
| 第38話 | イライラ        | 清水東            | 中村憲由       | 中村憲由          | 吉野真一              | 12月18日      |
| 第39話 | おとうさん      | 清水東            | 釘宮洋         | 新井宣圭          | 釘宮洋                | 12月25日      |
| 第40話 | ラインファイブ  | 玉多真子          | しぎのあきら   | 山田雅之          | 藤原彰人 出口和人     | 2014年 1月8日 |
| 第41話 | みずうみ☆       | 中弘子            | 西森章         | 関田修            | 武内啓                | 1月15日       |
| 第41話 | たね            | 中弘子            | 上原秀明       | 関田修            | 佐藤敏明              | 1月15日       |
| 第42話 | じんりきしゃ    | 三浦浩児          | 上原秀明       | いとがしんたろー  | 小田多恵子            | 1月22日       |
| 第42話 | ダークロボさん  | 三浦浩児          | 亀井隆         | いとがしんたろー  | 細川修平              | 1月22日       |
| 第43話 | ワイルド        | 清水東            | 中川聡         | 中川聡            | 加野晃                | 1月29日       |
| 第43話 | ミートボール    | 玉多真子          | 中川聡         | 中川聡            | 加野晃                | 1月29日       |
| 第44話 | まめのき        | 玉多真子          | 牛草健         | 牛草健            |                       | 2月5日        |
| 第44話 | パイ            | 中弘子            | 高柳哲司       | 牛草健            |                       | 2月5日        |
| 第45話 | いれかわり      | 三浦浩児          | 中村憲由       | 中村憲由          |                       | 2月19日       |
| 第45話 | おもてなし      | 清水東            | 中村憲由       | 中村憲由          |                       | 2月19日       |
| 第46話 | ラインファイブ2 | 玉多真子          | しぎのあきら   | 新井宣圭          |                       | 2月26日       |
| 第47話 | ひみつ          | 中弘子            | 上原秀明       | 関田修            |                       | 3月5日        |
| 第47話 | そうだん        | 黒住光            | 亀井隆         | 関田修            |                       | 3月5日        |
| 第48話 | ポジティブ      | 清水東            | 新井宣圭       | 山田雅之          |                       | 3月12日       |
| 第48話 | にせもの        | 清水東            | 山田雅之       | 山田雅之          |                       | 3月12日       |
| 第49話 | ちっちゃい      | 三浦浩児          | 西森章         | 関田修            |                       | 3月19日       |
| 第49話 | むすこ          | 清水東            | しぎのあきら   | 関田修            |                       | 3月19日       |
| 第50話 | サイコロ        | 黒住光            | 牛草健         | 牛草健            |                       | 3月26日       |
| 第50話 | ラインタウン    | 玉多真子          | しぎのあきら   | 牛草健            |                       | 3月26日       |

## ネット局
| 放送対象地域   | 放送局         | 放送期間                     | 放送日時           | 系列                  | 遅れ       | 字幕放送 |
| -------------- | -------------- | ---------------------------- | ------------------ | --------------------- | ---------- | -------- |
| 関東広域圏     | テレビ東京     | 2013年4月3日 - 2014年3月26日 | 水曜 18:30 - 19:00 | テレビ東京系列        | 製作局     | ○        |
| 北海道         | テレビ北海道   | 2013年4月3日 - 2014年3月26日 | 水曜 18:30 - 19:00 | テレビ東京系列        | 同時ネット | ○        |
| 愛知県         | テレビ愛知     | 2013年4月3日 - 2014年3月26日 | 水曜 18:30 - 19:00 | テレビ東京系列        | 同時ネット | ○        |
| 大阪府         | テレビ大阪     | 2013年4月3日 - 2014年3月26日 | 水曜 18:30 - 19:00 | テレビ東京系列        | 同時ネット | ○        |
| 岡山県・香川県 | テレビせとうち | 2013年4月3日 - 2014年3月26日 | 水曜 18:30 - 19:00 | テレビ東京系列        | 同時ネット | ○        |
| 福岡県         | TVQ九州放送    | 2013年4月3日 - 2014年3月26日 | 水曜 18:30 - 19:00 | テレビ東京系列        | 同時ネット | ○        |
| 日本全域       | BSジャパン     | 2013年4月9日 - 2014年4月1日  | 火曜 17:00 - 17:30 | テレビ東京系列 BS放送 | 6日遅れ    | ×        |

## DVD
なお全て傑作選で、全話ソフト化はされていない。
| 巻 | サブタイトル   | 発売日         | 規格品番  | 収録エピソード                                                           |
| -- | -------------- | -------------- | --------- | ------------------------------------------------------------------------ |
| 1  | ラインファイブ | 2014年5月28日  | COBC-6571 | 「チアリーダー」 「アルバイト」 「ミートボール」 「ラインファイブ」      |
| 2  | どこ?          | 2014年9月17日  | COBC-6684 | 「どろだんご」 「ロボさん」 「こだわり」 「おじさん」 「どこ?」          |
| 3  | おとうさん     | 2014年12月17日 | COBC-6717 | 「こわれる」 「コピー」 「まめのき」 「おとうさん」                      |
| 4  | いっしょ       | 2015年3月18日  | COBC-6743 | 「いっしょ」 「まほう」 「おつかい」 「ラインファイブ2」                 |
| 5  | イライラ       | 2015年6月17日  | COBC-6792 | 「ともだち」 「イライラ」 「サルサ」 「ぎんが」                          |
| 6  | ラインタウン   | 2015年10月21日 | COBC-6865 | 「ダークロボさん」 「ひみつ」 「むすこ」 「いれかわり」 「ラインタウン」 |

## 小説
- LINE TOWN（著者：ココロ直、小学館ジュニア文庫）
  - 人気の高かった5話(「たんじょうび」「しあわせ」「イライラ」「まほう」「ラインタウン」)をノベライズ。
  - 巻頭には「特製100枚シール」付き。